# Ben Woolf
Benjamin Eric Woolf, més conegut com a Ben Woolf (Fort Collins, Colorado, 15 de setembre de 1980 − Los Angeles, Califòrnia, 23 de febrer de 2015), va ser un actor conegut per interpretar Dead Kansas (2013), Woggie (2012) i sobretot el personatge de Meep a Freak Show, de la sèrie American Horror Story. Tenia nanisme hipofític, feia 1,32 m. Morí atropellat per un cotxe quan creuava un carrer en un espai no senyalitzat per a vianants, per això el conductor del vehicle no fou sancionat.

## Filmografia
- Insidious: Dancing Boy (2010)
- Woggie: Little Dude (2012)
- Unlucky Charms: Pookah (2013)
- Dead Kansas: Squeak (2013)
- Behind the Scenes of Haunting Charles Manson: Himself (2013)
- Haunting Charles Manson: Himmler (2014)
- Tales of Halloween: Rusty Rex (2015)